# Novirhabdovirus
Norhabdovirus est l'un des deux genres de  rhabdoviruses, avec les vesiculovirus , connus pour infecter les hôtes aquatiques. Ils peuvent être transmis d'un poisson à l'autre, par voie d'eau, ainsi que par des œufs contaminés. Les températures où ils existent sont généralement plus faibles que pour les autres rhabdoviruses, compte tenu du sang froid de leurs hôtes et de la température du milieu marin. Leurs cibles comprennent un grand éventail croissant de poissons d'eau douce et d'eau salée. 

## Caractéristiques
Une caractéristique commune entre novirhabdoviruses NV est le gène, d'environ 500 nucléotides, entre les gènes de la glycoprotéine (G) et la polymérase (L). Les protéines codées par le gène NV ne sont pas trouvée dans les virions, ce qui conduit à son nom une protéine "nonvirion" (NV). C'est l'origine du genre Novirhabdovirus. 

## Espèces du genre
Les quatre espèces reconnues du genre sont l'Hirame rhabdovirus, actuellement isolés au Japon, le virus de la nécrose hématopoiétique infectieuse(NHI), en Amérique du Nord, mais aujourd'hui présent en Europe et L'Asie, la septicémie hémorragique virale (virus SHV), présente en Europe, mais maintenant aussi présente en Amérique du Nord et en Asie et finalement Snakehead rhabdovirus (SHRV) Deux provisoire espèces du genre, a identifié le septième rapport du ICTV, Eel virus B12 "(EEV-B12), et Eel virus C26(EEV-C26). 